# 潮汐鎖定

潮汐鎖定使衛星繞軸自轉的週期和圍繞行星公轉的週期大致相同。排除天平動的影響，月球像左圖一樣，始終以同一面朝向地球。如果月球沒有自轉，在它環繞地球公轉時，其正面和背面會交替地朝向地球，如右圖所示。兩圖皆以月球自轉軸的上方鳥瞰視角、且未依實際比例繪製

潮汐鎖定（或同步自轉、受俘自轉）是指一個天體受重力梯度影響，而永遠以同一面對著另一個天體的現象。一個明顯的例子是月球因為此現象而永遠以同一面朝向著地球。潮汐鎖定的天體繞自身的軸旋轉一圈的時間跟繞著其同伴（或它們之間的質心）公轉一圈的時間大致相同。這種同步自轉導致受影響天體固定地以其中一個半球朝向其同伴。在大部份情況下，只有較小的天體（如衛星）會被所環繞的較大天體（如行星）潮汐鎖定，但兩個物理性質和質量都相近的天體會互相潮汐鎖定（例如冥王星與其最大衛星凱倫）。理論上，較小的天體也可以潮汐鎖定比自身大數倍的天體，但這個過程需時甚長，大多數情况下不會在有關天體被摧毀前完成。
人造衛星的重力梯度穩定技術是人類應用潮汐鎖定現象的一個例子。

## 機制
在自轉率的改變上，大的天體A將天體B潮汐鎖定，需要A的引力在B的隆起的誘導下造成扭矩。

### 潮汐隆起
A的引力對B造成潮汐力使得B的引力平衡受到扭曲，形狀在朝向A的軸線方向上變得細長；相反的，在垂直A軸向的維度上略有減少。這種扭曲現象被稱為潮汐隆起。當B未被潮汐鎖定時，這個隆起會在表面移动，兩個隆起之一會在靠近A在正上方的一個點。對大型的天體而言，由於本身的重力，形狀會接近球體，潮汐的扭曲會造成輕微的扁球體，也就是說一個沿著主軸方向軸對稱的橢球體。較小的天體也會經歷這種扭曲，但這些扭曲是不規則的。

### 隆起拖曳
物體B對潮汐力引起的周期性的重塑會施全力（Exertion）的抵抗。事實上，有時候B需要一些時間來重塑重力的平衡，但在這段時間，A-B的軸向因為B的旋轉已經改變，所以形成的隆起會與A-B軸向有一段距離。從太空中的瞭望點來看，隆起最高點的方向與指向A的方向已經有了偏差。如果B的自轉週期短於它的軌道週期，這個隆起將超前於A-B軸的指向；反過來如果B的自轉週期較長，取而代之的是隆起將落後。

### 扭矩的結果
由於隆起偏離了A-B軸指向的方向，A的引力將拉住這些質量而對B施加了扭矩。在面對A的隆起，扭矩的作用使B的自轉符合軌道週期，但在"背面"的隆起是遠離A的，因此起了相反的作用（維持自轉的週期）。不過，朝向A這一側的隆起比背面的隆起更靠近A大約相當於B的直徑，所以會經歷較強的引力和扭矩。來自這兩個隆起扭矩的淨效應，是永遠朝向B的自轉週期與軌道週期同步，也就是結果終將是潮汐鎖定。

### 軌道變化

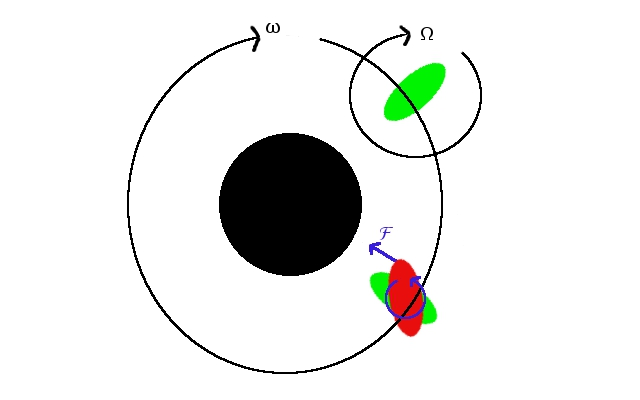
如果自轉的頻率大於軌道 (公轉)頻率，抵制的小扭矩將會浮現，最終達成頻率鎖定（綠色描述的情況）。

A-B系統的總角動量在這個過中是守恆的，所以當B減慢速度和失去角動量時，軌道的角動量會提升相似的量（其中也有一些對A的自轉造成較小的影響）。這樣的結果是導致B在減緩自轉速度時，相對於A的軌道會提升。而另一種情況，當B的自轉速度太慢時，潮汐鎖定的作用會使它的自轉加速，同時使B的軌道降低。

### 大天體的鎖定
潮汐鎖定的效應也會發生在大天體A上，只是因為B的體積較小，引力作用也較微弱，所以需要更長的時間才能將A潮汐鎖定。例如，地球的自轉就因為月球而逐漸減緩，從一些化石在地質時間上的推移可以察覺其總量。
這個過程仍在進行中，而且已經大幅減緩了地球從誕生迄今的自轉速度。目前的估計是協助（與太陽的潮汐影響）地球的自轉從6個小時至當前的24小時。而在目前的階段，原子鐘顯示地球的一天每年大約延長15微秒。只要給予足夠的時間，就將在月球和地球創造出相互的潮汐鎖定，地球的一天會逐漸延長，而恆星月或逐漸縮短，直到兩者有著相同的時間長度。但這個過程是非常緩慢的，不能期望在太陽成為紅巨星，吞噬掉地球和月球之前就能發生。
對於大小相似的天體，這種效應在同等級規模的天體上，或許會兩者同時被潮汐鎖定。矮行星冥王星和它的衛星凱倫就是最好的例子—只有從冥王星的一個半球可以看見凱倫，反之亦然。而冥王星的年齡估計和地球與太陽系內其他的行星大致是相同的。

### 自轉軌道共振
最後，在軌道離心率較高的情況下，潮汐力是相對較弱的，較小的天體最終可能會產生軌道共振而不是潮汐鎖定。在這種情況下，軌道週期和自轉週期的比率是一些明確但不同於1:1的分數。一個著名的例子是水星的自轉 － 鎖定到與公轉太陽週期為3:2的共振。
許多太陽系外行星（特別是靠近母天體的那些行星）預料將會有高於1:1的自轉軌道共振。
例如，超級地球的葛利澤581 d最可能會在2:1的自轉軌道共振下，每自轉兩次繞著母星公轉一圈。

## 事件

### 衛星

由於潮汐鎖定，在中央天體的居民永遠看不見標示綠色的一面。

在太陽系中許多值得注意的衛星最值得注意的就是潮汐鎖定，因為它們的軌道非常接近，就因為距離的減少，而使潮汐力迅速增加（與距離的三次方成反比）。值得注意的例外是氣體巨行星外圍的不規則衛星，距離比那些知名的大衛星遠了許多。
冥王星和凱倫是潮汐鎖定的一個極端例子。與主星相比，凱倫是一顆相對較大的衛星，軌道也非常靠近，使得冥王星也被凱倫潮汐鎖定。實際上，這兩顆天體彼此相互環繞著（質心位於冥王星外），好像是以一根竿子在兩個天體的表面各自固定著一個點而相對著。
小行星衛星是否潮汐鎖定，大部分的情況仍屬未知，但預期軌道緊密的密接小行星會如同密接聯星一樣是潮汐鎖定的。

#### 月球

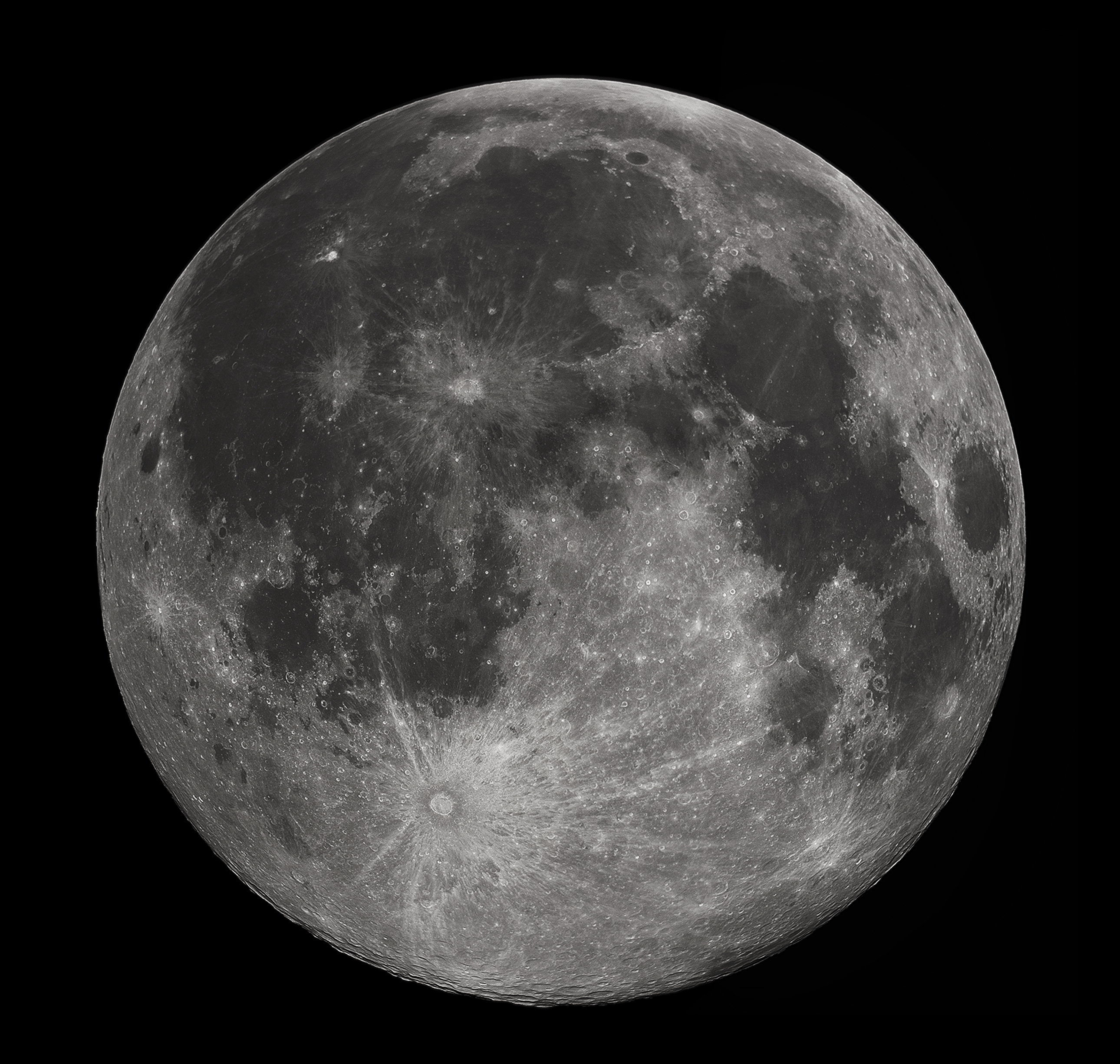
因為月球是1:1的潮汐鎖定，所以從地球只能看見月球正面的一側。

月球的自轉和軌道週期相互之間是潮汐鎖定的，所以無論從地球的何處觀察月球，始終只能見到月球同一面的半球。直到1959年，從前蘇聯太空船月球3號傳送回來的照片，才完整的看見月球背面。
儘管月球的自轉和公轉完全被鎖定，但是由於天秤動和視差，從地球反復的觀測，仍可以看見月球總表面的大約59%。天秤動主要的成因是月球軌道的離心率造成的軌道速度變化：使地球的觀測者在周邊上可以多觀測到約6°。視差是幾何學的效果：是在地球表面上相對於地月中心聯線的偏移量，而因為這個關係，使月球在我們的地平線時，可以多觀察到一點月球表面的邊緣（大約1°）。

### 行星
天文學家原本認為水星是被太阳潮汐鎖定的，這是因為在適合觀測水星時，它都以同一面朝向地球的觀測者。1959年，雷達觀測證明水星是以3:2的軌道共振而非1:1的完全潮汐锁定；即水星每自轉3圈就繞著太陽公轉2圈。这使得地球上的观测者在適合觀測的时间观测時，水星都以同一面朝向著地球，出現它似乎被潮汐鎖定的假象。水星的軌道離心率造成穩定的3:2軌道共振。
金星的每583.92天與地球會合一次，幾乎是金星自轉的5個太陽日（精確的說是5.001444金星日），使得每次接近地球時都以同一侧朝向地球。這种现象是偶然還是與地球的某種潮汐鎖定關係，目前仍不得而知。
当一个行星被恆星潮汐鎖定時，行星的一側會是永恆的星光照耀，而另一側是在永恆的黑暗中。

### 恆星
整個宇宙的密接聯星都被認為是潮汐鎖定的，已經被發現軌道極為靠近主星的系外行星也被認為是潮汐鎖定的。一個不尋常的例子，MOST衛星已經證實右攝提二（牧夫座τ）被一顆行星潮汐鎖定著，並且幾乎可以肯定潮汐鎖定是相互的。

## 時間尺度
使用下列的公式可以估算一個天體被潮汐鎖定所需要的時間尺度：
{\displaystyle t_{\textrm {lock}}\approx {\frac {wa^{6}IQ}{3Gm_{p}^{2}k_{2}R^{5}}}}
此處
- {\displaystyle \omega \,}是初始的自轉速率（弧度每秒弧度）。
- {\displaystyle a\,}是衛星環繞行星運動的半長軸。
- {\displaystyle I\approx 0.4m_{s}R^{2}}是衛星的轉動慣量。
- {\displaystyle Q\,}是衛星的散逸函數（消耗函數）。
- {\displaystyle G\,}是萬有引力常數。
- {\displaystyle m_{p}\,}是行星的質量。
- {\displaystyle m_{s}\,}是衛星的質量。
- {\displaystyle k_{2}\,}是衛星潮汐的二階勒夫數（英语：Love number）
- {\displaystyle R\,}是衛星的半徑。

除了地球和月球的{\displaystyle k_{2}/Q=0.0011}之外，一般來說對Q和{\displaystyle k_{2}}的所知都很有限。然而，實務上都粗略的估計Q≈100（或許過於保守，會高估鎖定的時間），並且
{\displaystyle k_{2}\approx {\frac {1.5}{1+{\frac {19\mu }{2\rho gR}}}},}
此處
- {\displaystyle \rho \,}是衛星的密度。
- {\displaystyle g\approx Gm_{s}/R^{2}}是衛星的表面重力。
- {\displaystyle \mu \,}是鋼體的衛星。對岩石的衛星大約是3×1010 Nm−2，對只是冰凍的衛星大約是4×109 Nm−2。

可以看出，即使已經知道衛星的大小和密度，依然留下了許多必需要估計的參數（特別是{\displaystyle \omega }、Q、和{\displaystyle \mu \,}），所以任何對潮汐鎖定的計算所獲得的時間都不被預期是正確的，甚至會差到10個數量級。更進一步說，在潮汐鎖定階段的軌道半徑a可能由於後續的潮汐加速，已經完全不同於當今觀測到的，而這個值在潮汐鎖定的時間上是很敏感的。
由於不確定性是如此的高，上面的公式可以簡化以避免繁瑣的計算。假設衛星是球體的，{\displaystyle k_{2}\ll 1\,}，Q = 100，明智的做法是以12小時為間隔去猜測一個未潮汐鎖定的初始公轉週期（大多數的小行星自轉週期在2小時到2天之間）。
{\displaystyle t_{\textrm {lock}}\quad \approx \quad 6\ {\frac {a^{6}R\mu }{m_{s}m_{p}^{2}}}\quad \times 10^{10}\ {\textrm {years}},}
式中的質量單位是公斤，距離單位為米，同時μ是Nm−2。對岩石天體μ可以粗略的選擇為3×1010 Nm−2，對冰凍天體μ是4×109 Nm−2。
請注意與軌道半徑a的相關性極強。
在主星和衛星都已經潮汐鎖定的狀態，例如冥王星，衛星和主星的參數可以互換。
一個結論是，其它的因素不變（像是Q和μ），在同樣軌道半徑上的大衛星將比小衛星更快的被行星潮汐鎖定，因為{\displaystyle m_{s}\,}的成長是衛星半徑{\displaystyle R}的三次方。在土星系統中有一個可能的例子，土衛七(Hyperion)未被潮汐鎖定，而質量較大且軌道距離較遠的土衛八(Iapetus)卻已經被鎖定。不過還必須要指出這是不明確的，因為土衛七(Hyperion)還受到鄰近的土衛六(泰坦)強大的驅動，這會使它的自轉造成混亂。
上述公式的鎖定時間尺度可能切割了數量級的順序，因為它們忽略了頻率與{\displaystyle k_{2}/Q}的依賴關係。

## 已知被潮汐鎖定天體列表

### 太陽系
被太陽鎖定
- 水星（3:2的自旋軌道共振）

被地球鎖定
- 月球

被火星鎖定
- 火衛一（Phobos）
- 火衛二（Deimos）

被木星鎖定
- 木衛十六（Metis）
- 木衛十五（Adrastea）
- 木衛五（Amalthea）
- 木衛十四（Thebe）
- 木衛一（Io）
- 木衛二（Europa）
- 木衛三（Ganymede）
- 木衛四（Callisto）

被土星鎖定
- 土衛十八（Pan）
- 土衛十五（Atlas）
- 土衛十六（Prometheus）
- 土衛十七（Pandora）
- 土衛十一（Epimetheus）
- 土衛十（Janus）
- 土衛一（Mimas）
- 土衛二（Enceladus）
- 土衛十三（Telesto）
- 土衛三（Tethys）
- 土衛十四（Calypso）
- 土衛四（Dione）
- 土衛五（Rhea）
- 土衛六（Titan）
- 土衛八（Iapetus）

被天王星鎖定
- 天衛五（Miranda）
- 天衛一（Ariel）
- 天衛二（Umbriel）
- 天衛三（Titania）
- 天衛四（Oberon）

被海王星鎖定
- 海衛八（Proteus）
- 海衛一（Triton）

與冥王星鎖定
- 冥衛一（Charon，冥王星本身也被冥衛一鎖定）

### 系外太陽系
- 右攝提二b（牧夫座τb）已知是因為軌道太靠近而被右攝提二（牧夫座τ）鎖定的大行星[7]

## 疑似被鎖定的天體

### 太陽系
以主星鎖定一個天體所需要的可能時間為基礎，和它存在於軌道上的時間比較（太陽系大多數衛星的年齡與行星年齡相似），許多衛星被認為是被鎖定的。但是，其中有些的自轉週期還不知道或是所知不多，它們是：
可能被土星鎖定
- 土衛三十五（Daphnis）
- 土衛三十二（Methone）
- 土衛三十三（Pallene）
- 土衛十二（Helene）
- 土衛三十四（Polydeuces）

可能被天王星鎖定
- 天衛六（Cordelia）
- 天衛七（Ophelia）
- 天衛八（Bianca）
- 天衛九（Cressida）
- 天衛十（Desdemona）
- 天衛十一（Juliet）
- 天衛十二（Portia）
- 天衛十三（Rosalind）
- 天衛二十七（Cupid）
- 天衛十四（Belinda）
- 天衛二十五（Perdita）
- 天衛十五（Puck）
- 天衛二十六（Mab）
- 天衛四（Oberon）

可能被海王星鎖定
- 海衛三（Naiad）
- 海衛四（Thalassa）
- 海衛五（Despina）
- 海衛六（Galatea）
- 海衛七（Larissa）

### 系外太陽系
- 南門二Bb（半人馬座α Bb）可能被它的母恆星南門二B潮汐鎖定。
- 格利澤581c,[9]格利澤581g,[10][11]格利澤581b,[來源請求]和格利澤581e[來源請求]可能被它們的母恆星格利澤581潮汐鎖定。格利澤581d幾乎可以確定被母恆星格利澤581鎖定，不是2：1共振，就是3：2共振[12]
- 比邻星b可能被它的母星比邻星潮汐锁定。